# Alexandru Nicolau
Alexandru Nicolau (în rusă  ; n. ianuarie 1889, București, România – d. 27 septembrie 1937, Moscova, RSFS Rusă, URSS) a fost un avocat român, militant comunist și revoluționar sovietic. 

## Biografie
Alexandru Nicolau s-a născut în București, în 1889. El a fost influențat de socialism încă din perioada liceului, când s-a împrietenit cu Mihail Cruceanu și Constantin Titel Petrescu. A fost unul dintre membrii fondatori ai Partidului Social Democrat Român. În 1912, când se afla la studii la Sorbona, s-a înrolat într-o mișcare socialistă franceză. 
Din cauza ideilor sale socialiste și critice vizavi de intrarea României în Primul război mondial, Nicolau a fost supravegheat în permanență de autoritățile române. Totuși, alături de alți social-democrați, a susținut punctul de vedere al lui Cristian Racovski, care se opunea răsturnării monarhiei în România. 

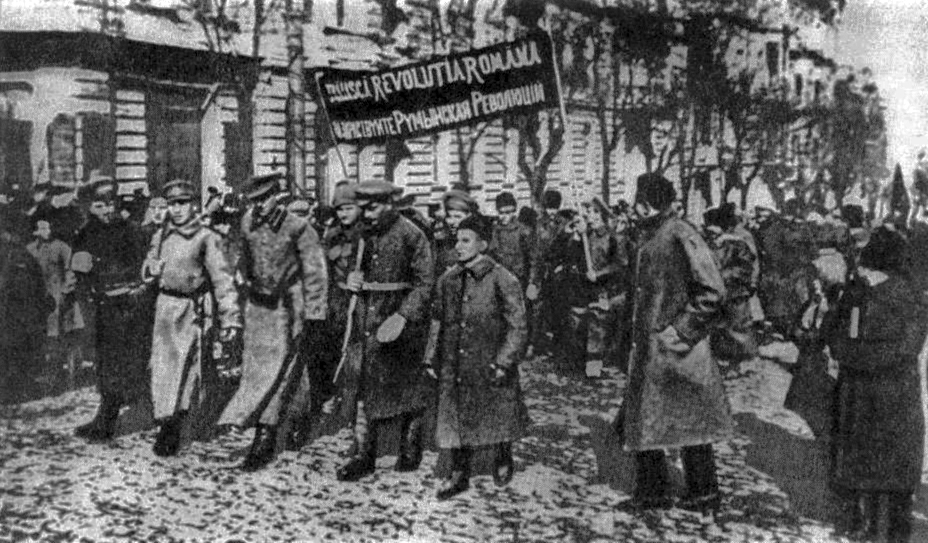
Revoluționari de origine română la Odessa

În 1917 a emigrat alături de alți socialiști în Republica Rusă, pentru a lupta de partea sovieticilor. A fost unul dintre liderii marcanți ai RUMCEROD-ului, alături de Ion Dicescu și Alter Zalic. Nicolau s-a remarcat în special în luptele cu Republica Populară Ucraineană. 
În 1920, Nicolau s-a întors în România, fiind arestat alături de alți lideri comuniști, cum ar fi Alecu Constantinescu. Cu toate acestea, Nicolau a reușit să evadeze, emigrând ulterior în URSS. Pe data de 31 martie, 1931, Nicolau a fost condamnat la moarte in absentia de către autoritățile române. În Rusia Sovietică, Nicolau a fost unul dintre liderii românilor comuniști. În 1924 a fost unul dintre semnatarii memorandului privind formarea RASS Moldovenești. Similar cu Dicescu, Nicolau îi considera pe moldoveni români, considerând că RASSM va fi baza românească din URSS, prin care se va răspândi revoluția comunistă și în restul României. Totuși, după ce au obținut sprijinul Ucrainei sovietice, autoritățile din RASSM au dus o puternică campanie de moldovenizare și rusificare. 
Pe data de 14 august, 1937, Nicolau a fost condamnat la moarte în timpul marilor epurări staliniste, pe baza unor acuzații de spionaj, dovezile fiind fabricate. A fost reabilitat post-mortem atât în URSS (în 1956) cât și în România (în 1968).